# Ger Gerrits
Gerrit Jacobus Gerrits (Nieuwer-Amstel, 24 december 1893 - Amsterdam, 5 juli 1965) was een Nederlandse graficus, ontwerper, kunstschilder en beeldhouwer; zijn werk werd door hemzelf betiteld als 'absolute abstracte kunst'.

## Jeugd en opleiding
Gerrits bezocht de School voor Kunst en Kunstnijverheid in Haarlem en later de Teekenschool voor Kunstambachten te Amsterdam. Qua schilderen was hij een autodidact. Hij heeft les gekregen van Heinrich Martin Krabbé, Georg Rueter en Jaap Veldheer. Hij kreeg ook les van zijn vader, die naast diamantslijper ook amateurschilder was. Op zijn vijftiende kreeg hij een opleiding als reproductie-lithograaf. Rond 1928 zou hij nog schilderlessen krijgen op het atelier van Jan Havermans. In hetzelfde jaar oogstte hij een eerste succes als kunstschilder met zijn schilderij "Melkwinkel van Walst", dat de aandacht trok.

## Leven en werk
Aanvankelijk werkte Gerrits vanaf circa 1920 als reclametekenaar/lithograaf; hij maakte veel litho's en houtsnedes; hij schilderde daarnaast in zijn vrije tijd en exposeerde niet zonder succes op de jaarlijkse tentoonstellingen van De Onafhankelijken. In 1928 besloot hij om als vrij kunstenaar verder te gaan met schilderen en grafiek en kreeg in datzelfde jaar schilderles van Jan Havermans op diens atelier. Zijn stijl was toen realistisch. Zijn onderwerpen waren onder andere straattaferelen en interieurs; er sprak een duidelijk sociale bewogenheid uit zijn kunst die tot in de jaren '40 figuatief zou blijven. Vanaf 1935 begonnen de ideeën met betrekking tot de 'nieuwe beelding' van de De Stijl-groep hem aan te spreken, waarmee zijn werk soberder werd en sterker gestileerd. De Stijl-schilder Bart van der Leck inspireerde hem kort. Ook had hij in 1935 een abstract schilderijtje van Chris Beekman gekregen (een aanhanger van De Stijl), dat hem naar eigen zeggen voortdurend stimuleerde om te stoppen met het schilderen vanuit voorstellingen. In 1938 was hij in Parijs, in opdracht van de kunstenaarsvereniging De Onafhankelijken, voor het samenstellen van een inzending voor de 'Exposition des Indépendants Hollandais-Francais'. Daar bracht hij tussendoor een bezoek aan Piet Mondriaan op zijn Parijse atelier wat een diepe indruk op hem maakte. Dit bezoek zou sterke invloed uitoefenen op zijn latere kunst-ontwikkeling en denken.
In 1941 nam hij gedurende de Tweede Wereldoorlog actief deel aan het kunstenaarsverzet, samen met o.a. Gerrit van der Veen en Willem Sandberg. Hij gebruikte zijn pseudoniem 'Portheine' voor het doen van verzetsactiviteiten in de bezettingsjaren, zoals het vervalsen van stempels en persoonsbewijzen. Onder hetzelfde pseudoniem nam hij nog deel aan de spraakmakende tentoonstelling 'Vrij Beelden' in 1946; daarna werd het 'Ger Gerrits'. Kort na de oorlog stapte hij ook over op volledige abstractie, vanuit de gedachte dat de kunst zich diende te bevrijden van haar vooroorlogse banden. Kleur en vorm werden daarbij als volstrekt autonome elementen gehanteerd.
In 1947 schreef hij over abstracte kunst:
 'Mondriaan is één der profeten van de abstracte kunst. Van zijn kunst werd gezegd: Nog één stap verder en er is alleen nog maar het witte doek. Deze ene stap verder lag niet naar het witte doek, maar naar een geheel nieuwe wereld van de geest. De abstracte kunst heeft al een geschiedenis maar staat nog aan een begin.' . Twee jaar later stelde hij in het studentenblad De Vrije Katheder:
 'Abstracte kunst opent voor de kunst, speciaal voor de schilderkunst, een geheel nieuw gebied. Het abstracte werk is het tegenovergestelde van de natuurafbeelding. Het is met zuiver schilderkunstige middelen een geheel nieuwe wereld scheppen. Dit is de grootste taak die een kunstenaar zich kan opleggen.. .Hierin is alleen de muziek de schilderkunst voorafgegaan.' 
Vanaf 1946 schilderde Gerrits onder invloed van het werk van Kandinsky composities met zwevende vormen, waarbij de gevoelsmatige en ritmische aspecten belangrijk waren; centraal hierin stond de verbeelding van de kosmische orde. Rond 1950 raakte de 'kosmische boodschap' in zijn werk meer op de achtergrond; zijn 'slingerende' handschrift werkte hij nu meer uit naar meer geometrische vormen. Hij raakte ondertussen goed bevriend met Cobra-kunstenaar Anton Rooskens; de twee hebben o.a. met Eugène Brands en Willy Boers in 1950 twee wandschilderingen uitgevoerd voor de katholieke Ambachtsschool Don Bosco, in Amsterdam Oost. Gerrits en Boers deden samen het ene paneel; Brands en Rooskens het andere. De vier vrienden exposeerden ook in de Creatie-tijd regelmatig met zijn vieren; ze waren er allemaal ook lid van!
In zijn monumentale werk vanaf 1955 toonde Gerrits zich een overtuigd aanhanger van de geometrisch-abstracte traditie. De 'Liga Nieuw Beelden' die in 1955 van start ging was voor de ontwikkeling van Gerrits erg belangrijk, en omgekeerd. Zo stelde Gerrits in maart 1956 in een bestuursvergadering voor dat de Liga slechts bedoeld was voor kunstenaars die doorwerkten op de richting van Mondriaan en Kandinsky. Vanaf 1955 zocht en vond Gerrits via de Liga ook veel aansluiting bij de moderne architectuur in Nederland, en voerde voor diverse gebouwen tot 1964 opdrachten uit in een duidelijk geometrisch abstracte stijl.
Omstreeks 1960 raakte hij in de ban van het Zen-boeddhisme; hij onderzocht samen met Eugène Brands de concentratietechnieken en het 'automatische' handschrift daarvan. Zijn schilderwijze werd nu vrijer en krachtiger en viel uit het domein van 'geometrisch abstract'. Hij omschreef zelf zijn laatste werkwijze met zijn vele spontaan geschilderde verf-explosies:
 '..volkomen concentratie die tot opvoering van daadkracht leidt, zodat het werk als het ware bij een explosie ontstaat. Ieder werk zal daardoor een beeld geven van de monumentale geestelijke gesteldheid en een weerspiegeling van de eerdere (technische) ervaringen.' . De titel van een werk uit deze tijd: 'Strijd der primaire kleuren' verklaarde hij: 'In de strijd van de drie primaire kleuren valt het rood het geel aan, terwijl het blauw in paniek verkeert.' 
Tot zijn dood in 1965 maakte hij schilderijen in een lyrisch-abstracte stijl. Het karakter en de grote verscheidenheid van het werk van Gerrits zijn o.a. te verklaren door zijn uitspraak: 'Ik experimenteer steeds en neem voor mezelf de vrijheid te veranderen wanneer ik me daartoe innerlijk geroepen voel. Ik wil een taal spreken, die iedereen kan verstaan, een vorm bereiken die weerklank vindt.' 
Gerrits had na de oorlog zitting in tal van besturen en was lid van tientallen commissies en jury's; hij zette zich daar onder andere in voor het lot van de kunstenaars en hun inkomens. Bovendien had Gerrits tijdens zijn leven veel exposities in binnen- en buitenland, waaronder Parijs, Antwerpen, Chicago, Wenen, Praag, Berlijn, Hamburg, Venetië, Stockholm, Belgrado, Brussel, Tel Aviv, Frankfurt, Salzburg, Monaco, New York en Edinburgh. Toch raakte hij na zijn dood in 1965 al snel in de vergetelheid.

## Creatie: 'Absolute Kunst'
In 1950 werd door Gerrits en Willy Boers de Amsterdamse kunstenaarsgroep 'Creatie' opgericht: de 'Vereniging tot bevordering van Absolute Kunst'. 'Absoluut' stond hierbij voor abstract, want in de groep zaten alleen abstract-werkende kunstenaars. Een aantal eerdere pogingen van Gerrits en Boers om tot een vernieuwende bundeling te komen onder de kunstenaars waren mislukt. Beiden waren mede-organisatoren geweest van de grote expositie in september 1945 in het deels nog lege Rijksmuseum, 'Kunst in Vrijheid' geheten. Alleen de 'goede' kunstenaars mochten daarin meedoen, dus géén leden die zich c. 1941 hadden ingeschreven bij de Kultuurkamer, ingesteld door de Duitse bezetter. Een jaar later waren beide mannen betrokken bij de oprichting van de groep 'Vrij Beelden', maar deze ging snel aan ruzies en tegenstellingen ten onder.
Gerrits werd de eerste voorzitter van de nieuwe groep 'Creatie'; in zijn artikelen en lezingen verwoordde hij al snel het begrip 'Absolute kunst'. Zo stelde hij al in de eerste publicatie van 'Creatie' dat de 'absolute kunst' voorging op een lijn die al was ingezet door Mondriaan, Van Doesburg, Robert Delaunay en met name Kandinsky. Hij gebruikte de term 'absoluut in relatie tot de muziek, die al het meest vrije en vergevorderde stadium had bereikt, volgens hem; er lag voor de schilderkunst nog een gebied te wachten.
'Creatie' zou blijven bestaan tot 1954 en had als redactie Willy Boers, Eugène Brands en Anton Rooskens. Er waren circa 25 leden, waaronder Gerrits. In totaal heeft 'Creatie' 4 exposities georganiseerd. De triomfantelijke openingstentoonstelling was in februari/maart 1951, en werd zowel in Fodor in Amsterdam, als in Rotterdam in Het Venster gehouden. Er verscheen een viertalig manifest van de groep, met een 'ter kennismaking' van André van der Vossen, in de publicatiereeks 'Creatie no.1'. Hierin werd door Vossen verwezen naar de Absolute Kunst, refererend aan de groep Franse groep 'Abstraction Creation', die in 1931 was opgericht door Georges Vantongerloo met Theo van Doesburg, Hans Arp, Helion, Delaunay en Kupka. De Amsterdamse groep 'Creatie' was een poging om een brug te slaan tussen de abstracte kunst van voor 1940 en de nieuwe abstracte kunst na 1950; de groep viel echter zelf al uiteen in 1954. Al snel zou haar rol worden voortgezet door de 'Liga Nieuw Beelden', een nieuwe en veel grotere vereniging die werd opgericht door architect/beeldhouwer Charles Karsten in 1955. Hierin verzamelden zich de restanten van 'Groep 54', 'Cobra', 'Vrij Beelden' en 'Creatie'. Bij de Liga stond de integratie van abstracte schilderkunst en architectuur voorop. Gerrits zou al snel meegaan in de Liga.

## Lidmaatschap van kunstenaarsorganisaties
1920-41, lid van Vereniging van Beeldende Kunstenaars De Onafhankelijken, Amsterdam
c. 1925, lid van de 'Groep de Populisten'
1928-41, werkend lid van de Vereniging van Beeldende Kunstenaars 'de Brug', Amsterdam
c. 1935, lidmaatschap van de Bond van Kunstenaars ter Verdediging van de Kulturele Rechten
1935-41 (ook na 1950), Vereeniging tot Bevordering der Grafische Kunst, Amsterdam
voor 1949, werkend lid van 'Nederlandse Kring van Grafici en Tekenaars'
1950-54, mede-oprichter van 'Créatie', Vereniging tot bevordering van absolute kunst
1953-57, lid van de Amsterdamse Kunstraad
voor 1958, werkend lid bij de Liga Nieuw Beelden